# TJ Maletín
Tělovýchovná jednota Maletín je český fotbalový klub z obce Maletín, hrající od sezóny 2014/15 I. A třídu Olomouckého kraje (6. nejvyšší soutěž). Klub byl založen v roce 1984.
Své domácí zápasy odehrává na stadionu Maletín.

## Umístění v jednotlivých sezonách
Zdroj: 
Stručný přehled
- 2004–2010: Okresní soutěž Šumperska – sk. B
- 2010–2011: Okresní přebor Šumperska
- 2011–2012: I. B třída Olomouckého kraje – sk. C
- 2012–2014: I. B třída Olomouckého kraje – sk. B
- 2014–: I. A třída Olomouckého kraje – sk. A

Jednotlivé ročníky
Legenda: Z - zápasy, V - výhry, R - remízy, P - porážky, VG - vstřelené góly, OG - obdržené góly, +/- - rozdíl skóre, B - body, červené podbarvení - sestup, zelené podbarvení - postup, fialové podbarvení - reorganizace, změna skupiny či soutěže
| Česko (2004 – ) |                                      |        |     |     |       |     |     |     |     |     |        |
| Sezóny          | Liga                                 | Úroveň | Z   | V   | R     | P   | VG  | OG  | +/− | B   | Pozice |
| 2004/05         | Okresní soutěž Šumperska – sk. B     | 9      | 18  | 4   | 7     | 7   | 37  | 38  | -1  | 19  | 8.     |
| 2005/06         | Okresní soutěž Šumperska – sk. B     | 9      | 18  | 0   | 0     | 18  | 8   | 88  | -80 | 0   | 10.    |
| 2006/07         | Okresní soutěž Šumperska – sk. B     | 9      | ... | ... | ...   | ... | ... | ... | ... | ... |        |
| 2007/08         | Okresní soutěž Šumperska – sk. B     | 9      | 18  | 2   | 2     | 14  | 17  | 57  | -40 | 8   | 9.     |
| 2008/09         | Okresní soutěž Šumperska – sk. B     | 9      | 22  | 8   | 4     | 10  | 47  | 46  | +1  | 28  | 8.     |
| 2009/10         | Okresní soutěž Šumperska – sk. B     | 9      | 18  | 15  | 1     | 2   | 68  | 20  | +48 | 46  | 1.     |
| 2010/11         | Okresní přebor Šumperska             | 8      | 26  | 15  | 2     | 9   | 70  | 36  | +34 | 47  | 2.     |
| 2011/12         | I. B třída Olomouckého kraje – sk. C | 7      | 26  | 12  | 6     | 8   | 64  | 51  | +13 | 42  | 3.     |
| 2012/13         | I. B třída Olomouckého kraje – sk. B | 7      | 26  | 14  | 5     | 7   | 75  | 53  | +22 | 47  | 3.     |
| 2013/14         | I. B třída Olomouckého kraje – sk. B | 7      | 26  | 24  | 2     | 0   | 132 | 44  | +88 | 74  | 1.     |
| 2014/15         | I. A třída Olomouckého kraje – sk. A | 6      | 26  | 16  | 3     | 7   | 74  | 62  | +12 | 51  | 3.     |
| 2015/16         | I. A třída Olomouckého kraje – sk. A | 6      | 26  | 15  | 2     | 9   | 72  | 67  | +5  | 47  | 3.     |
| 2016/17         | I. A třída Olomouckého kraje – sk. A | 6      | 26  | 12  | 2 / 1 | 11  | 75  | 61  | +14 | 41  | 6.     |
| 2017/18         | I. A třída Olomouckého kraje – sk. A | 6      | 26  | 12  | 3 / 5 | 6   | 77  | 50  | +27 | 47  | 4.     |
| 2018/19         | I. A třída Olomouckého kraje – sk. A | 6      | 26  | 11  | 5     | 10  | 54  | 43  | +11 | 39  | 8.     |
| 2019/20         | I. A třída Olomouckého kraje – sk. A | 6      | 14  | 8   | 3     | 3   | 45  | 18  | +27 | 28  | 4.     |
| 2020/21         | I. A třída Olomouckého kraje – sk. A | 6      | 9   | 5   | 2     | 2   | 27  | 22  | +5  | 18  | 3.     |
| 2021/22         | I. A třída Olomouckého kraje – sk. A | 6      | 26  | 14  | 5     | 7   | 72  | 54  | +18 | 50  | 3.     |
| 2022/23         | I. A třída Olomouckého kraje – sk. A | 6      | 26  | 10  | 2     | 14  | 49  | 74  | -15 | 32  | 9.     |
| 2023/24         | I. A třída Olomouckého kraje – sk. A | 6      | 26  | 8   | 4     | 14  | 52  | 78  | -26 | 28  | 10.    |
| 2024/25         | I. A třída Olomouckého kraje – sk. A | 6      | 26  | 10  | 4     | 12  | 38  | 48  | -10 | 34  | 8.     |

Poznámky:
- Od ročníku 2016/17 včetně se hraje v Olomouckém kraji tímto způsobem: Pokud zápas skončí nerozhodně, kope se penaltový rozstřel. Jeho vítěz bere 2 body, poražený pak jeden bod. Za výhru po 90 minutách jsou 3 body, za prohru po 90 minutách není žádný bod.
- 2019/20: Sezona nedohrána kvůli pandemii covidu-19.
- 2020/21: Sezona nedohrána kvůli pandemii covidu-19.